# Out in the Dark
Out in the Dark (in arabo ظلام‎?, Dhalam; in ebraico עלטה‎?, Alata) è un film del 2012 diretto da Michael Mayer.
Si tratta dell'esordio cinematografico per il regista israeliano Mayer.
È stato presentato in anteprima nel settembre 2012 al Toronto International Film Festival, il mese seguente, in Israele all'Haifa International Film Festival, ed infine uscito nelle sale israeliane il 28 febbraio 2013.
La produzione ha vinto 25 premi.
In Italia è stato distribuito il 23 aprile 2013 al Torino Gay & Lesbian Film Festival anche con il titolo Fuori nel buio.

## Trama
Nimr Mashrawi è un promettente studente di psicologia di Ramallah, che ha ottenuto un permesso studio per frequentare un corso dell'università di Tel Aviv, presso la quale si reca una volta alla settimana. A Tel Aviv, Nimr vive liberamente la propria omosessualità e una sera incontra Roy Schaefer, un giovane avvocato israeliano, in un locale. Tra i due nasce subito un forte interesse reciproco e un'intensa relazione. Tuttavia, ciò espone Nimr - come altri ragazzi omosessuali palestinesi - ad essere ricattato da Gil, un agente dei Servizi di Sicurezza israeliani (lo Shin Bet), che lo minaccia di rivelare della sua omosessualità alla sua famiglia se non accetta di diventare un suo informatore. Nimr tuttavia rifiuta e di conseguenza gli viene revocato il visto che gli permetteva di raggiungere la città.
Il ritorno definitivo a Ramallah acuisce lo scontro tra Nimr e il fratello Nabil, che ha un ruolo dominante in famiglia e partecipa attivamente alla resistenza palestinese. È proprio Nabil ad essere informato dell'omosessualità del fratello e, pressato dai suoi commilitoni, finge la sua esecuzione. Sebbene lo lasci scappare, Nabil impone a Nimr di non fare mai più ritorno a casa.
Solo e senza documenti in territorio israeliano, Nimr cerca l'aiuto di Roy e prova a convincerlo a lasciare insieme il paese. È tuttavia un passo troppo grande perché Roy possa decidersi rapidamente a compierlo. La situazione però precipita: Nabil viene arrestato in un'operazione di polizia, che inizia la caccia anche nei confronti di Nimr. Dopo un'esitazione iniziale, Roy decide di aiutare Nimr a fuggire.
Nimr sale su uno yacht in fuga verso la Francia, mentre Roy viene arrestato da Gil, che lo minaccia di riuscire presto a fermare anche Nimr.